# Albert Bolliger

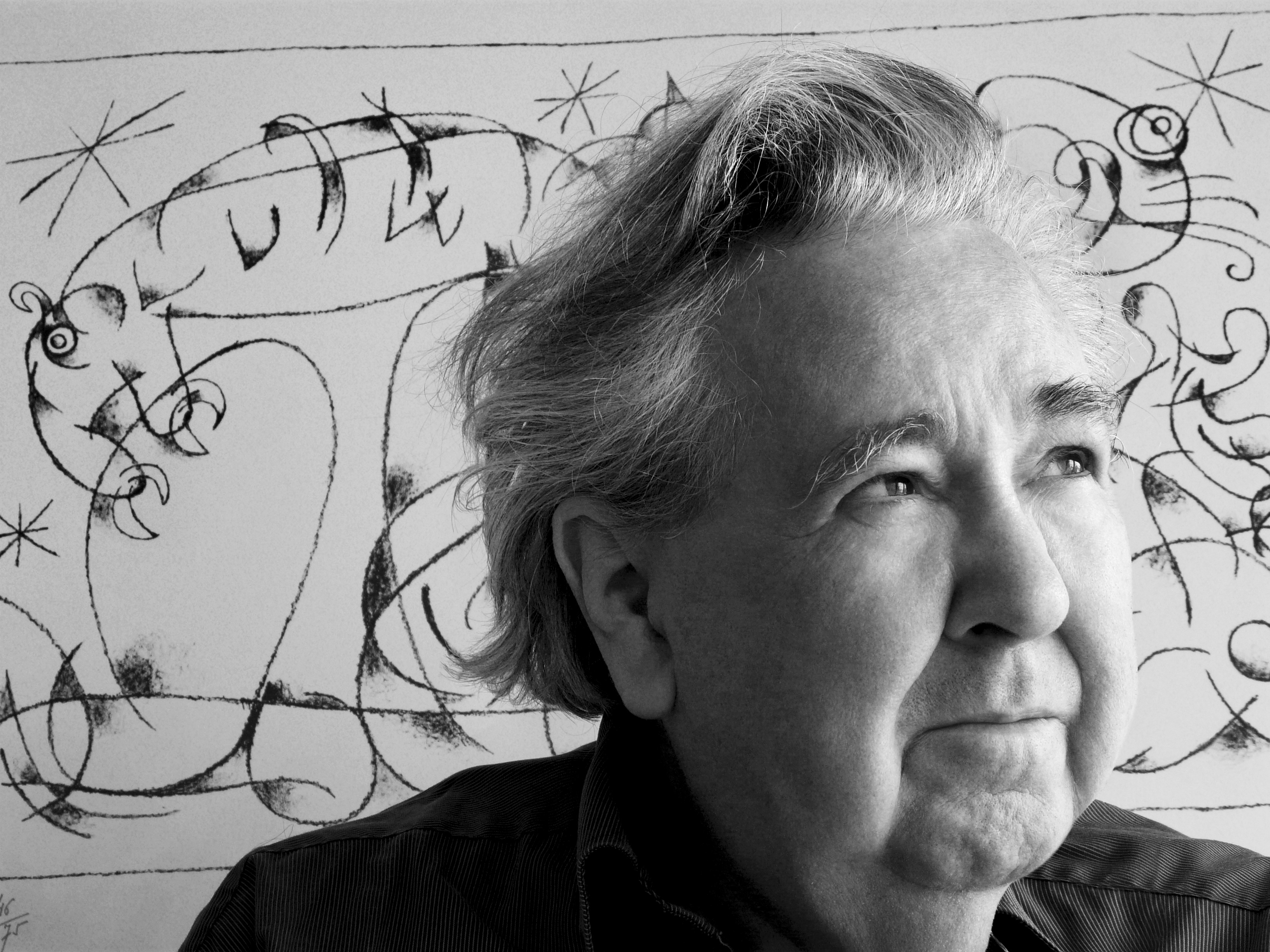
Albert Bolliger 2007

Albert Bolliger (* 1937) ist ein Schweizer Organist.

## Biografie
Albert Bolliger ist ein international bekannter Schweizer Konzertorganist sowie Verleger und Herausgeber weltliterarischer Texte in exklusiven Editionen.
Seine musikalische Ausbildung erhielt Bolliger am Konservatorium Zürich und in Paris bei André Marchal, Jean Langlais, Georges Robert, Madeleine de Valmalète und Andrée Honegger-Vaurabourg. An der Universität Zürich studierte er später Musikwissenschaft, Russistik und Linguistik.
1965 begann Bolliger eine intensive Konzerttätigkeit, die ihn in die meisten westeuropäischen Länder, in die Sowjetunion, die DDR, die USA, nach Japan, Australien, Neuseeland, Südafrika, Mexiko, San Salvador, Brasilien, Argentinien, Israel, Ägypten, auf die Philippinen, in die Volksrepublik China, nach Südkorea, Singapur und Indien führte.
1971 wirkte Bolliger als Gastlehrer an der Roosevelt University in Chicago, 1972 am Conservatorio Nacional de la Ciudad de México und 1987 als Artist in Residence am Theological College in Taipeh (Taiwan).
Ab 1979 erschienen Bolligers Orgel-Aufnahmen bei Teldec in „Das Alte Werk“ und beim Schweizer Label Ex Libris.
1990 gründete er den Sinus-Verlag, in dem er seine 40 mehrfach mit Preisen ausgezeichneten CDs mit rund 80 historischen Orgeln veröffentlichte. Diese dokumentieren Instrumente, oft auch mit Ersteinspielungen, bedeutende Instrumente aus ganz Westeuropa und die Bambus-Orgel auf den Philippinen, begleitet von Booklets in deutscher, englischer und französischer Sprache.
Daneben publizierte er eine Notenreihe mit Orgelwerken zeitgenössischer Schweizer Komponisten.
Seit 2005 ediert Bolliger im Sinus-Verlag auch Texte der Weltliteratur. In den vielfach ausgezeichneten BUCH UND HÖRBUCH genannten Produktionen, werden die literarischen Texte ausführlich kommentiert, integral gedruckt und von prominenten Sprechern gelesen. Bisher erschienen sind das Gesamtwerk von Conrad Ferdinand Meyer, die Sonette von William Shakespeare sowie Texte von Luis Vélez de Guevara, Pedro de Alarcón, Iwan Bunin, Nikolai Leskow, Fjodor Dostojewskij, Friedrich Nietzsche, Eduard Mörike, Marie von Ebner-Eschenbach, Pitaval-Schiller, James Joyce, Carl Einstein, Christian Uetz, Robert Musil und Gottfried Keller.
Als Übersetzer übertrug Bolliger aus dem Spanischen Alarcóns berühmte Novelle Der Dreispitz, aus dem Russischen Dostojewskijs Grossinquisitor sowie eine Anzahl Sonette von Shakespeare.